# Richard Blumenthal
Richard Blumenthal (Brooklyn, Estados Unidos, 3 de febrero de 1946) es un político estadounidense afiliado al Partido Demócrata. Desde 2010 representada al estado de Connecticut en el Senado de ese país. En 2016 fue reelegido.